# Municipio de Atenango del Río
El municipio de Atenango del Río es uno de los 85 municipios que conforman el estado de Guerrero, en México. Forma parte de la región Norte del estado y su cabecera municipal es la población de Atenango del Río.

## Geografía

### Localización y población
El municipio de Atenango del Río se localiza al noreste del estado de Guerrero, en la región Norte; sus coordenadas geográficas en las que se ubica están entre los 17°58’ y 18°17’ de latitud norte y los 98°56’ y 99°15’ de longitud oeste respecto al meridiano de Greenwich. Se extiende 398.8 kilómetros cuadrados en la totalidad de su territorio abarcando un 1.14 % con respecto a la superficie total del estado. Limita al norte con el municipio de Huitzuco de los Figueroa y con el estado de Morelos; al sur con el municipio de Copalillo; al oriente con el estado de Puebla y con el municipio de Olinalá y al poniente también con el municipio de Huitzuco de los Figueroa.

## Demografía

### Población
De acuerdo a los resultados del Censo de Población y Vivienda 2010, realizado por el Instituto Nacional de Estadística y Geografía (INEGI) con fecha censal del 12 de junio de 2010, el municipio de Atenango del Río contaba hasta ese año con un total de 8390 habitantes, de dicha cantidad, 4015 eran hombres y 4375 eran mujeres.

### Localidades
En el censo de 2020 el municipio de Atenango del Río contaba con 23 localidades.
| Código INEGI    | Localidad            | Población (2020) |
| --------------- | -------------------- | ---------------- |
| 120080001       | Atenango del Río     | 3 156            |
| 120080013       | Tequicuilco          | 1 147            |
| 120080010       | Temalac              | 847              |
| 120080041       | San Juan Teocalcingo | 826              |
| 120080012       | Tepetlapa            | 739              |
| 120080002       | Apanguito            | 610              |
| 120080014       | Tuzantlán            | 411              |
| 120080006       | Comala de Gómez      | 402              |
| 120080015       | Santiago Zacango     | 375              |
| 120080005       | Coacán               | 159              |
| 120080004       | La Carbonera         | 158              |
| 120080020       | Filadelfia           | 117              |
| 120080009       | Santa Cruz           | 60               |
| 120080003       | Atlapa del Río       | 55               |
| 120080050       | El Tecorral          | 39               |
| 120080049       | Tlalalmulco          | 14               |
| 120080040       | Las Joyas            | 11               |
| 120080023       | Los Mangos           | 8                |
| 120080039       | Agua Salada          | 5                |
| 120080021       | El Rancho Viejo      | 4                |
| 120080027       | Tlachiltepec         | 2                |
| 120080028       | Tlayahualco          | 1                |
| 120080035       | La Cascalotera       | 1                |
| Total municipal | Total municipal      | 9 147            |

## Política

### Administración municipal
El gobierno del municipio de Atenango del Río le corresponde al Ayuntamiento, éste lo integran un síndico y un cabildo formado por tres regidores por mayoría relativa y tres por representación proporcional, todos son electos mediante una planilla única para un periodo de tres años no renovables para el periodo inmediato, pero si de manera no continúa, las elecciones se llevan a cabo el primer domingo del mes de octubre y el ayuntamiento entra a ejercer su cargo el día 1 de enero del año posterior a la elección.

### Representación legislativa
Para la elección de los Diputados locales al Congreso de Guerrero y de los Diputados federales a la Cámara de Diputados de México, Atenango del Río se encuentra integrado en los siguientes distritos electorales:
Local:
- XXI Distrito Electoral Local de Guerrero con cabecera en Iguala de la Independencia.[9]

Federal:
- VI Distrito Electoral Federal de Guerrero con cabecera en la ciudad de Chilapa de Álvarez.[10]

### Cronología de presidentes municipales
| Presidentes municipales de Atenango del Río |                                   |
| Período                                     | Presidente municipal              |
| 1969-1971                                   | Onésimo Ramírez Torres            |
| 1972-1974                                   | Braulio Figueroa Gaytán           |
| 1975-1977                                   | Margarita Marbán Sánchez          |
| 1978-1980                                   | Hermila Sánchez de Marbán         |
| 1981-1983                                   | Luis Sánchez Soriano              |
| 1983-1986                                   | Mardonio Torres Flores            |
| 1986-1989                                   | Mauro Sánchez Soriano             |
| 1989-1993                                   | Lucas Ramírez Celso               |
| 1993-1996                                   | Enrique Marbán Sánchez            |
| 1996-1999                                   | Edmundo Jaime Marbán Quiroz       |
| 1999-2002                                   | Diego Nieves Soriano              |
| 2002-2005                                   | Marco Antonio Espinobarros Abarca |
| 2005-2008                                   | Nicolás Domínguez Ariza           |
| 2009-2012                                   | Julio César Díaz Cuenca           |
| 2012-2015                                   | Andrés Cantorán González          |
| 2015-2018                                   | Amparo Puente Gonzales            |
| 2018-2021                                   | Andrés Guevara Cardenas           |